# لین می
لین می (انگلیسی: Lyn May؛ زادهٔ ۱۲ دسامبر ۱۹۵۲) بازیگر سینما اهل مکزیک است.